# Temporada 1996-97 de los Portland Trail Blazers
La temporada 1996-97 fue la vigesimoséptima de los Portland Trail Blazers en la NBA. La temporada regular acabó con 44 victorias y 38 derrotas, ocupando el sexto puesto de la conferencia Oeste, clasificándose para los playoffs, en los que cayeron en primera ronda ante Los Angeles Lakers.

## Elecciones en elDraft
| Ronda | Puesto | Jugador         | Posición  | Nacionalidad   | Universidad                  |
| ----- | ------ | --------------- | --------- | -------------- | ---------------------------- |
| 1     | 17     | Jermaine O'Neal | Ala-Pívot | Estados Unidos | Eau Claire HS (Columbia, SC) |
| 2     | 46     | Marcus Brown    | Base      | Estados Unidos | Murray State                 |

## Temporada regular
| División Pacífico        | División Pacífico | División Pacífico | División Pacífico | División Pacífico | División Pacífico | División Pacífico | División Pacífico | División Pacífico |
| Equipo                   | G                 | P                 | %                 | PD                | Casa              | Fuera             | Div               |                   |
| ------------------------ | ----------------- | ----------------- | ----------------- | ----------------- | ----------------- | ----------------- | ----------------- | ----------------- |
| y-Seattle SuperSonics    | 57                | 25                | .695              | –                 | 31–10             | 26–15             | 16–8              |                   |
| x-Los Angeles Lakers     | 56                | 26                | .683              | 1                 | 31–10             | 25–16             | 18–6              |                   |
| x-Portland Trail Blazers | 49                | 33                | .598              | 8                 | 29–12             | 20–21             | 15–9              |                   |
| x-Phoenix Suns           | 40                | 42                | .488              | 17                | 25–16             | 15–26             | 13–11             |                   |
| x-Los Angeles Clippers   | 36                | 46                | .439              | 21                | 21–20             | 15–26             | 10–14             |                   |
| Sacramento Kings         | 34                | 48                | .415              | 23                | 22–19             | 12–29             | 8–16              |                   |
| Golden State Warriors    | 30                | 52                | .366              | 27                | 18–23             | 12–29             | 4–20              |                   |

## Playoffs

### Primera ronda
Los Angeles Lakers  vs. Portland Trail Blazers
| Fecha       | Partido                                           | Ciudad    |
| ----------- | ------------------------------------------------- | --------- |
| 25 de abril | Los Angeles Lakers 95, Portland Trail Blazers 77  | Inglewood |
| 27 de abril | Los Angeles Lakers 107, Portland Trail Blazers 93 | Inglewood |
| 30 de abril | Portland Trail Blazers 98, Los Angeles Lakers 90  | Portland  |
| 2 de mayo   | Portland Trail Blazers 91, Los Angeles Lakers 95  | Portland  |
|             | Los Angeles Lakers gana las series 3-1            |           |

## Estadísticas

### Temporada regular
| Rk | Jugador               | Edad | Pos. | P  | PT | MP   | TC  | TCI  | %TC  | T3  | T3I | %T3  | TL  | TLI  | %TL  | RO  | RD  | RT  | AS  | RB  | TAP | BP  | FP  | PTS  |
| -- | --------------------- | ---- | ---- | -- | -- | ---- | --- | ---- | ---- | --- | --- | ---- | --- | ---- | ---- | --- | --- | --- | --- | --- | --- | --- | --- | ---- |
| 1  | Clifford Robinson     | 30   | SF   | 81 | 79 | 38.0 | 5.5 | 12.9 | .426 | 1.5 | 4.3 | .346 | 4.0 | 8.6  | .696 | 1.1 | 2.9 | 4.0 | 3.2 | 1.2 | 0.8 | 2.1 | 3.1 | 15.1 |
| 2  | Kenny Anderson        | 26   | PG   | 82 | 81 | 37.6 | 5.9 | 13.9 | .427 | 1.6 | 4.5 | .361 | 4.3 | 9.4  | .768 | 1.1 | 3.3 | 4.4 | 7.1 | 2.0 | 0.2 | 2.4 | 2.7 | 17.5 |
| 3  | Isaiah Rider          | 25   | SG   | 76 | 68 | 33.7 | 6.0 | 12.9 | .464 | 1.3 | 3.4 | .385 | 4.7 | 9.6  | .812 | 1.2 | 2.8 | 4.0 | 2.6 | 0.6 | 0.3 | 2.8 | 2.6 | 16.1 |
| 4  | Rasheed Wallace       | 22   | PF   | 62 | 56 | 30.5 | 6.1 | 11.0 | .558 | 0.1 | 0.5 | .273 | 6.0 | 10.5 | .638 | 2.0 | 4.8 | 6.8 | 1.2 | 0.8 | 1.0 | 1.8 | 3.2 | 15.1 |
| 5  | Arvydas Sabonis       | 32   | C    | 69 | 68 | 25.5 | 4.8 | 9.5  | .498 | 0.7 | 1.9 | .371 | 4.0 | 7.6  | .777 | 1.7 | 6.3 | 7.9 | 2.1 | 0.9 | 1.2 | 2.2 | 2.9 | 13.4 |
| 6  | Gary Trent            | 22   | PF   | 82 | 28 | 23.4 | 4.4 | 8.2  | .536 | 0.0 | 0.1 | .000 | 4.4 | 8.1  | .699 | 1.9 | 3.3 | 5.2 | 1.1 | 0.6 | 0.4 | 1.6 | 2.3 | 10.8 |
| 7  | Chris Dudley          | 31   | C    | 81 | 14 | 22.7 | 1.6 | 3.6  | .430 | 0.0 | 0.0 |      | 1.6 | 3.6  | .474 | 2.5 | 4.8 | 7.3 | 0.5 | 0.5 | 1.2 | 1.0 | 3.0 | 3.9  |
| 8  | Aaron McKie           | 24   | SG   | 41 | 8  | 18.9 | 1.3 | 3.8  | .340 | 0.6 | 1.3 | .418 | 0.7 | 2.5  | .837 | 0.3 | 2.0 | 2.3 | 2.0 | 0.8 | 0.4 | 1.2 | 1.5 | 4.1  |
| 9  | Stacey Augmon         | 28   | SG   | 40 | 7  | 16.3 | 1.9 | 3.6  | .517 | 0.0 | 0.0 |      | 1.9 | 3.6  | .732 | 0.8 | 1.4 | 2.2 | 1.0 | 0.8 | 0.2 | 0.9 | 1.5 | 4.7  |
| 10 | Dontonio Wingfield    | 22   | SF   | 47 | 0  | 12.1 | 1.7 | 4.1  | .409 | 0.6 | 1.6 | .338 | 1.1 | 2.5  | .675 | 1.3 | 1.6 | 2.9 | 1.0 | 0.3 | 0.1 | 1.0 | 2.1 | 4.5  |
| 11 | Reggie Jordan         | 29   | SG   | 9  | 0  | 11.0 | 0.9 | 1.8  | .500 | 0.0 | 0.0 |      | 0.9 | 1.8  | .400 | 1.2 | 1.3 | 2.6 | 1.2 | 0.6 | 0.3 | 0.7 | 1.4 | 2.2  |
| 12 | Rumeal Robinson       | 30   | PG   | 27 | 0  | 10.9 | 1.2 | 3.0  | .402 | 0.3 | 0.9 | .391 | 0.9 | 2.2  | .870 | 0.1 | 1.0 | 1.1 | 1.9 | 0.7 | 0.0 | 1.0 | 1.5 | 3.5  |
| 13 | Jermaine O'Neal       | 18   | PF   | 45 | 0  | 10.2 | 1.5 | 3.4  | .451 | 0.0 | 0.0 | .000 | 1.5 | 3.4  | .603 | 0.9 | 1.9 | 2.8 | 0.2 | 0.0 | 0.6 | 0.6 | 1.0 | 4.1  |
| 14 | Ruben Nembhard        | 24   | PG   | 2  | 0  | 9.5  | 2.0 | 4.0  | .500 | 0.0 | 1.0 | .000 | 2.0 | 3.0  |      | 0.0 | 0.0 | 0.0 | 2.5 | 1.5 | 0.0 | 2.5 | 1.5 | 4.0  |
| 15 | Mitchell Butler       | 26   | SG   | 49 | 1  | 9.5  | 1.1 | 2.6  | .416 | 0.2 | 0.8 | .308 | 0.8 | 1.8  | .640 | 0.4 | 0.7 | 1.1 | 0.6 | 0.3 | 0.0 | 0.6 | 1.1 | 3.0  |
| 16 | Marcus Brown          | 22   | PG   | 21 | 0  | 8.8  | 1.3 | 3.3  | .400 | 0.6 | 1.5 | .406 | 0.7 | 1.8  | .684 | 0.2 | 0.5 | 0.7 | 1.0 | 0.4 | 0.1 | 0.6 | 1.2 | 3.9  |
| 17 | Aleksandar Djordjevic | 29   | SG   | 8  | 0  | 7.6  | 1.0 | 2.0  | .500 | 0.6 | 0.9 | .714 | 0.4 | 1.1  | .800 | 0.1 | 0.5 | 0.6 | 0.6 | 0.0 | 0.0 | 0.6 | 0.4 | 3.1  |
| 18 | Ennis Whatley         | 34   | PG   | 3  | 0  | 7.3  | 0.7 | 1.3  | .500 | 0.0 | 0.0 |      | 0.7 | 1.3  |      | 0.0 | 1.0 | 1.0 | 1.0 | 0.0 | 0.0 | 0.3 | 1.7 | 1.3  |
| 19 | Randolph Childress    | 24   | PG   | 19 | 0  | 6.6  | 0.5 | 1.6  | .333 | 0.2 | 0.8 | .188 | 0.4 | 0.7  | .750 | 0.1 | 0.2 | 0.3 | 0.8 | 0.4 | 0.0 | 0.7 | 0.6 | 1.5  |

### Playoffs
| Rk | Jugador            | Edad | Pos. | P | PT | MP   | TC  | TCI  | %TC   | T3  | T3I | %T3  | TL  | TLI  | %TL   | RO  | RD  | RT  | AS  | RB  | TAP | BP  | FP  | PTS  |
| -- | ------------------ | ---- | ---- | - | -- | ---- | --- | ---- | ----- | --- | --- | ---- | --- | ---- | ----- | --- | --- | --- | --- | --- | --- | --- | --- | ---- |
| 1  | Kenny Anderson     | 26   | PG   | 4 | 4  | 42.3 | 5.5 | 11.5 | .478  | 1.3 | 4.8 | .263 | 4.3 | 6.8  | .950  | 0.5 | 3.8 | 4.3 | 4.8 | 1.8 | 0.3 | 2.8 | 2.5 | 17.0 |
| 2  | Isaiah Rider       | 25   | SG   | 4 | 4  | 40.3 | 4.0 | 10.8 | .372  | 1.5 | 4.0 | .375 | 2.5 | 6.8  | .882  | 0.3 | 1.8 | 2.0 | 4.3 | 0.8 | 0.0 | 3.0 | 2.8 | 13.3 |
| 3  | Clifford Robinson  | 30   | SF   | 4 | 4  | 40.3 | 4.3 | 11.8 | .362  | 0.8 | 4.0 | .188 | 3.5 | 7.8  | .688  | 3.0 | 3.8 | 6.8 | 3.0 | 0.5 | 1.0 | 2.5 | 3.3 | 12.0 |
| 4  | Rasheed Wallace    | 22   | PF   | 4 | 4  | 37.0 | 8.3 | 14.0 | .589  | 0.5 | 1.3 | .400 | 7.8 | 12.8 | .550  | 2.0 | 4.0 | 6.0 | 1.5 | 0.5 | 0.5 | 1.5 | 4.3 | 19.8 |
| 5  | Arvydas Sabonis    | 32   | C    | 4 | 4  | 27.0 | 4.5 | 10.5 | .429  | 0.5 | 2.0 | .250 | 4.0 | 8.5  | .875  | 2.0 | 4.5 | 6.5 | 2.3 | 0.8 | 0.8 | 2.3 | 4.8 | 11.3 |
| 6  | Chris Dudley       | 31   | C    | 4 | 0  | 17.3 | 1.3 | 2.8  | .455  | 0.0 | 0.0 |      | 1.3 | 2.8  | .333  | 2.5 | 4.5 | 7.0 | 0.8 | 0.5 | 1.3 | 0.0 | 4.8 | 3.0  |
| 7  | Gary Trent         | 22   | PF   | 4 | 0  | 15.3 | 3.3 | 7.3  | .448  | 0.0 | 0.3 | .000 | 3.3 | 7.0  | .545  | 1.3 | 1.8 | 3.0 | 1.0 | 0.0 | 0.3 | 1.5 | 2.8 | 8.0  |
| 8  | Stacey Augmon      | 28   | SG   | 4 | 0  | 8.8  | 0.5 | 1.5  | .333  | 0.0 | 0.0 |      | 0.5 | 1.5  | .750  | 0.3 | 0.0 | 0.3 | 0.8 | 0.3 | 0.0 | 0.3 | 1.5 | 1.8  |
| 9  | Rumeal Robinson    | 30   | PG   | 4 | 0  | 6.0  | 0.5 | 1.5  | .333  | 0.0 | 0.5 | .000 | 0.5 | 1.0  | 1.000 | 0.0 | 0.3 | 0.3 | 1.3 | 0.3 | 0.0 | 0.3 | 1.5 | 1.3  |
| 10 | Dontonio Wingfield | 22   | SF   | 3 | 0  | 5.3  | 0.7 | 0.7  | 1.000 | 0.0 | 0.0 |      | 0.7 | 0.7  | 1.000 | 0.0 | 0.7 | 0.7 | 0.3 | 0.3 | 0.0 | 0.7 | 1.0 | 2.7  |
| 11 | Mitchell Butler    | 26   | SG   | 2 | 0  | 2.0  | 0.5 | 1.0  | .500  | 0.0 | 0.0 |      | 0.5 | 1.0  |       | 0.0 | 0.5 | 0.5 | 0.0 | 0.0 | 0.0 | 0.0 | 0.0 | 1.0  |
| 12 | Jermaine O'Neal    | 18   | PF   | 2 | 0  | 2.0  | 0.0 | 1.0  | .000  | 0.0 | 0.5 | .000 | 0.0 | 0.5  | .000  | 0.0 | 0.5 | 0.5 | 0.0 | 0.0 | 0.5 | 0.0 | 0.0 | 0.0  |